# Eddie Osei-Nketia
Edward Osei-Nketia (Auckland, 8 maggio 2001) è un velocista neozelandese, due volte campione nazionale dei 100 metri piani e due volte nei 200 metri piani.

## Biografia
Figlio dell'ex primatista neozelandese dei 100 metri piani Gus Nketia, Edwuard ha preso parte nel 2019 ai campionati oceaniani di Townsville, dove ha conquistato la medaglia d'oro nei 100 metri piani e la semifinale dei 200 metri piani. Lo stesso anno ha partecipato ai mondiali di Doha, senza però riuscire a superare le batterie di qualificazione.
Nel 2022 è stato medaglia d'argento nei 100 metri piani ai campionati oceaniani di Mackay e ai mondiali di Eugene ha ottenuto il 22 ventiduesimo tempo (10"29) in semifinale, dopo aver però fatto registrare il record neozelandese di 10"08 in batteria di qualificazione.

## Record nazionali

### Seniores
- 100 metri piani: 10"08 ( Eugene, 15 luglio 2022)

### Under 20
- 200 metri piani: 20"76 ( Canberra, 28 gennaio 2019)

## Progressione

### 100 metri piani
| Stagione | Tempo | Luogo     | Data      | Rank. Mond. |
| -------- | ----- | --------- | --------- | ----------- |
| 2022     | 10"08 | Eugene    | 15-7-2022 |             |
| 2021     | 10"12 | Brisbane  | 17-3-2021 |             |
| 2020     | 10"41 | Hastings  | 25-1-2020 |             |
| 2019     | 10"19 | Sydney    | 6-4-2019  |             |
| 2018     | 10"52 | Sydney    | 18-3-2018 |             |
| 2017     | 10"51 | Adelaide  | 9-12-2017 |             |
| 2016     | 10"75 | Canberra  | 3-12-2016 |             |
| 2015     | 11"23 | Melbourne | 11"23     |             |

### 200 metri piani
| Stagione | Tempo | Luogo        | Data       | Rank. Mond. |
| -------- | ----- | ------------ | ---------- | ----------- |
| 2022     | 20"87 | Sydney       | 2-4-2022   |             |
| 2021     | 21"24 | Christchurch | 6-2-2021   |             |
| 2020     | 20"88 | Christchurch | 8-3-2020   |             |
| 2019     | 20"76 | Canberra     | 28-1-2019  |             |
| 2018     | 21"52 | Cairns       | 9-12-2018  |             |
| 2017     | 21"40 | Adelaide     | 10-12-2017 |             |
| 2016     | 22"60 | Canberra     | 4-12-2016  |             |
| 2015     | 23"17 | Melbourne    | 6-12-2016  |             |

## Palmarès
| Anno | Manifestazione | Sede       | Evento      | Risultato  | Prestazione | Note |
| ---- | -------------- | ---------- | ----------- | ---------- | ----------- | ---- |
| 2019 | Oceaniani      | Townsville | 100 m piani | Oro        | 10"34       |      |
| 2019 | Oceaniani      | Townsville | 200 m piani | Semifinale | 20"97       |      |
| 2019 | Mondiali       | Doha       | 100 m piani | Batteria   | 10"24       |      |
| 2022 | Oceaniani      | Mackay     | 100 m piani | Argento    | 10"23       |      |
| 2022 | Mondiali       | Eugene     | 100 m piani | Semifinale | 10"29       |      |

## Campionati nazionali
- 2 volte campione neozelandese assoluto dei 100 metri piani (2020, 2022)
- 2 volte campione neozelandese assoluto dei 200 metri piani (2020, 2022)

2020
- Oro ai campionati neozelandesi assoluti, 100 m piani - 10"46
- Oro ai campionati neozelandesi assoluti, 200 m piani - 20"88

2022
- Oro ai campionati neozelandesi assoluti, 100 m piani - 10"20
- Oro ai campionati neozelandesi assoluti, 200 m piani - 21"29